# Alexei Nikolajewitsch Bach

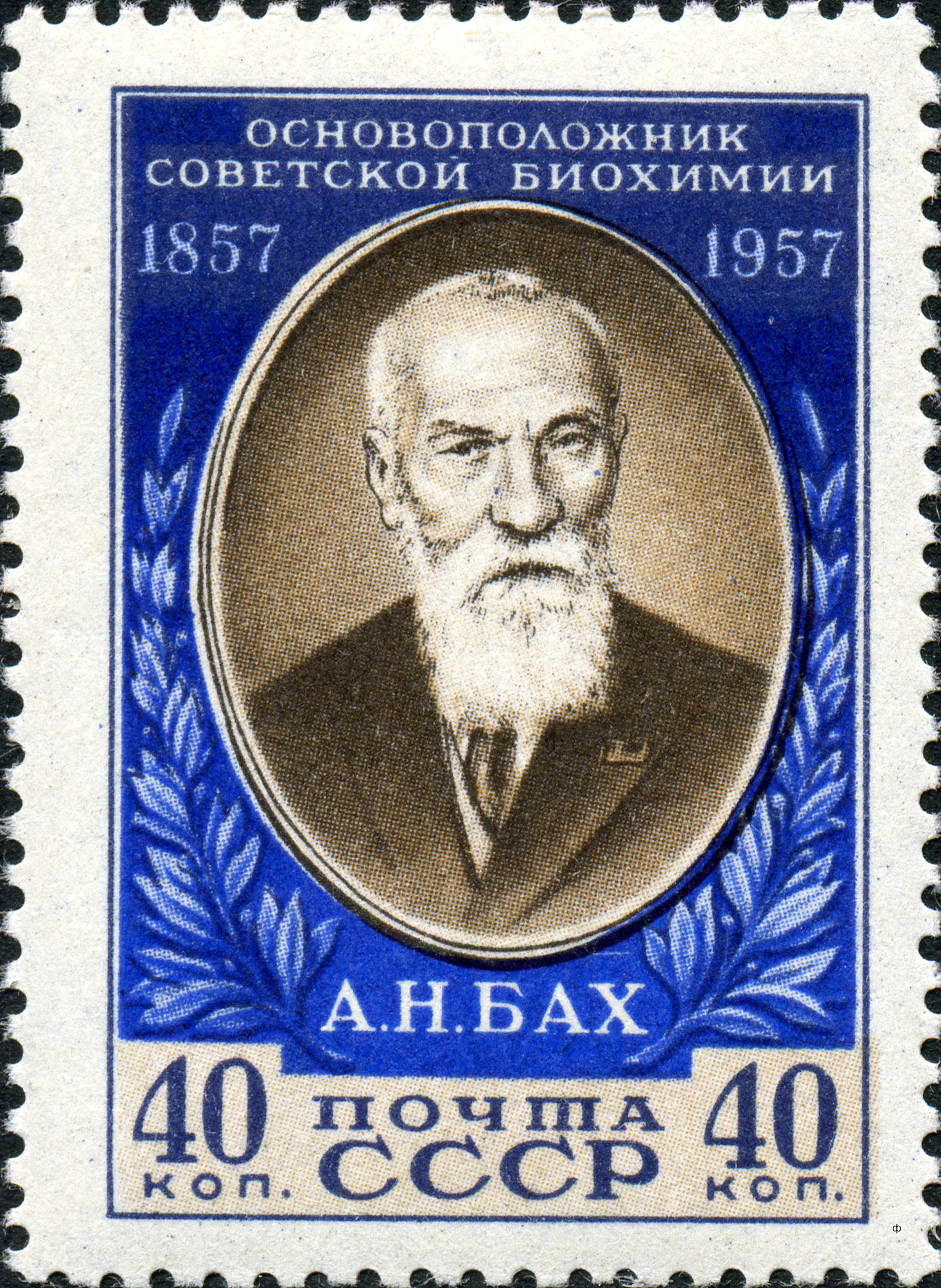
Bach auf einer russischen Briefmarke

Alexei Nikolajewitsch Bach (russisch Алексей Николаевич Бах; * 5. Märzjul. / 17. März 1857greg. in Solotonoscha, Gouvernement Poltawa, Russisches Reich, heute Ukraine; † 13. Mai 1946 in Moskau) war ein sowjetischer Biochemiker und Revolutionär. Er war Mitglied der Akademie der Wissenschaften der UdSSR und Alterspräsident des Obersten Sowjets.

## Leben und Werk
Bach wuchs in Boryspil auf und besuchte das Gymnasium in Kiew. Ab 1875 studierte er Naturwissenschaften an der Universität Kiew. Nach seiner Beteiligung an studentischen Unruhen wurde er 1878 verhaftet und verbannt. Nach verschiedenen revolutionären Bestrebungen emigrierte er 1885 nach Frankreich und später in die Schweiz.
In Paris arbeitete Bach im Labor von Paul Schützenberger, 1891 folgte eine Forschungsreise in die Vereinigten Staaten. 1917 kehrte er nach Russland zurück, wo er das Zentrale Chemische Laboratorium gründete. Im Jahr 1928 wurde er zum Mitglied der Leopoldina gewählt.
Bachs wissenschaftlicher Schwerpunkt lag auf der Untersuchung der Assimilation der Kohlensäure sowie der Mechanismus der Oxidation über Peroxide. Nach ihm ist die Engler-Bach-Peroxid-Theorie benannt.
Seine Grabstätte befindet sich auf dem Nowodewitschi-Friedhof (Parzelle 4, Reihe 24, Nr. 7) in Moskau.

## Auszeichnungen
- Ehrendoktor Universität Lausanne (1917)[4]
- Leninpreis (1926)[4]
- Orden des Roten Banners der Arbeit (1929)[4]
- Leninorden (1937, 1943, 1944, 1945)[4]
- Stalinpreis (1941)[4]
- Ehrenmitglied Royal Society of Chemistry (1943)[4]
- Ehrenmitglied American Chemical Society (1943)[4]
- Held der sozialistischen Arbeit (1945)[4]

## Werke (Auswahl)
- A. Bach, S. Zubkowa. Über die Fermentzahlen des Blutes. Quantitative Bestimmung der Katalase, der Protease, der Peroxydase und der Esterase in einem Bluttropfen. – Biochimische Zeitschrift. – 1921. – Bd. 125. – S. 283–291.
- A. Bach, A. Generosow. Einwirkung von Hydroperoxyd auf Formaldehyd. Zur Theorie der Oxydationsvorgange. – Sonderabdruck. Berichte Chemischen Gesellschaft. – 1922. – Jg. 55, H. 10. – S. 3560–3566.
- A. Bach, B. Sbarsky, K. Nikolajew. Scheinbare auxo- und antifermentative Eigenschaften des Serums. – Biochemische Zeitschrift. – 1923. – Bd. 135, H. 1/3. – S. 32–38.
- A. Bach, W. Engelhardt Über Antiphenolase (Antilakkase) – Biochemische Zeitschrift. – 1923.- Bd. 135, H. 1/3. – S. 39–45.
- A. Bach, A. Oparin  Über die Bedeutung des Sauerstoffs für die Fermentbildung in keimenden Pflanzensamen – Biochemische Zeitschrift. – 1924.
- A. Bach, W. Engelhardt Über die Spezifität der antiphenolatischen Immunsera – Biochemische Zeitschrift. – 1924.
- A. Bach, A. Oparin, R. Wahner Untersuchungen über den Fermentgehalt von reifenden, ruhenden und keimenden Weizensamen. – Biochemische Zeitschrift. – 1927.